# Servas (Gard)
Servas is een gemeente in het Franse departement Gard (regio Occitanie) en telt 183 inwoners (2005). De plaats maakt deel uit van het arrondissement Alès.

## Geografie
De oppervlakte van Servas bedraagt 10,6 km², de bevolkingsdichtheid is 17,3 inwoners per km².

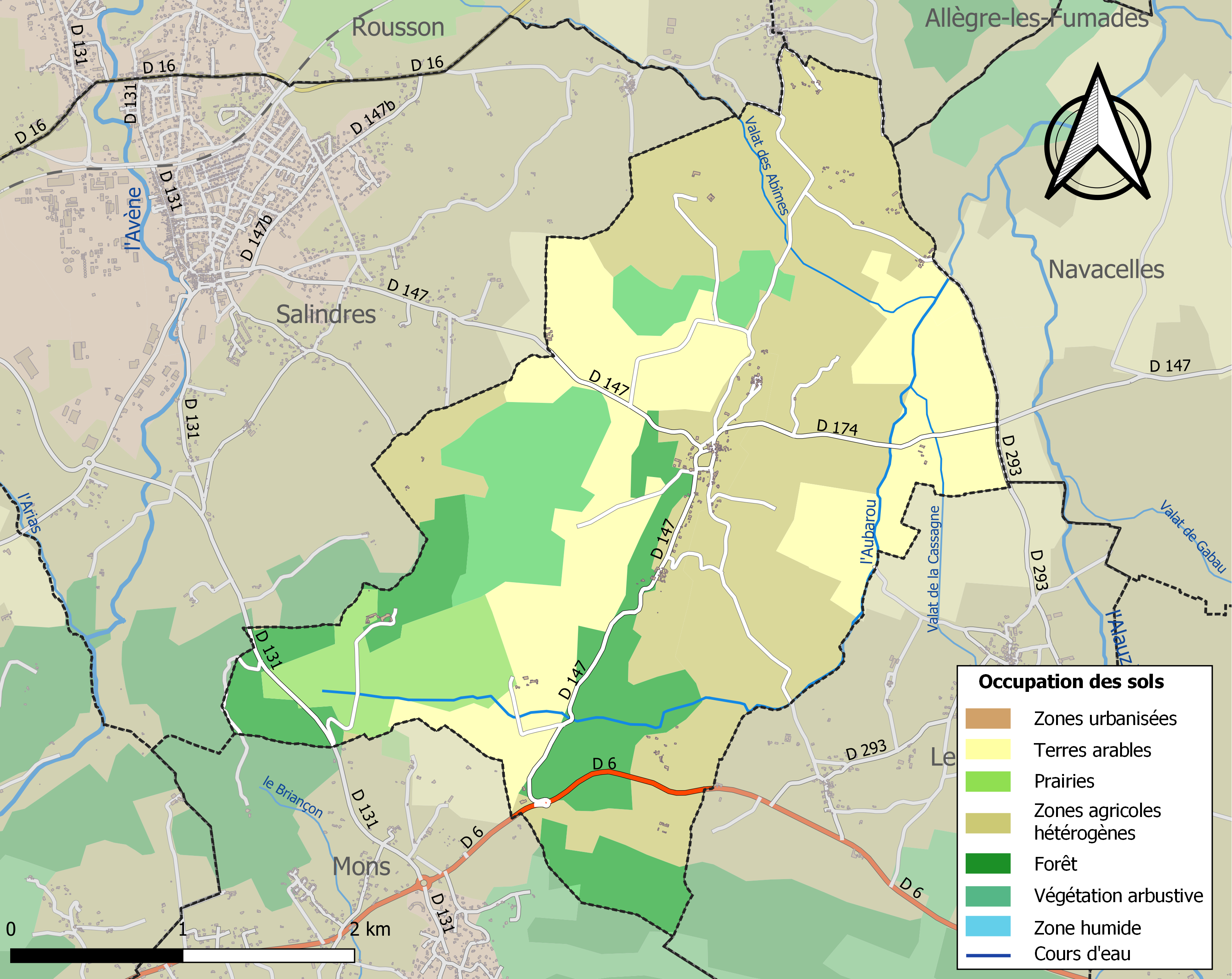
Kaart van de gemeente met de belangrijkste infrastructuur, bodemgebruik en omliggende gemeenten

## Demografie
Onderstaande figuur toont het verloop van het inwonertal (bron: INSEE-tellingen).